# Ресвератрол
Ресвератролът (3,5,4-трихидрокси-транс-стилбен) е стилбеноид, вид естествен фенол и фитоалексин, който се произвежда по естествен път от няколко вида растения, когато те биват атакувани от патогени като бактерии и гъби.
Редица изследвания върху животните и хората се занимават с ефектите на ресвератрола. Все още са спорни ефектите му върху продължителността на живота на много опитни организми, като те не са добре проучени при плодовите мушици, кръглите червеи и рибите с ниска продължителност на живота. Наблюдавани са противоракови, противовъзпалителни, намаляващи кръвната захар и други доброкачествени сърдечносъдови ефекти при лабораторни опити с мишки и плъхове. Тези резултати не са все още повторени върху хората.
При един положителен опит с човек изключително големи дози ресвератрол (3-5 g), при патентована формула целяща повишаването на биодостъпността му, значително намалява кръвната захар. Това 28-дневно изследване от фаза 1б е проведено в Индия от фармацевтичната компания Сиртрис и е обявено на инвеститорска конференция през 2008 г. Въпреки че някои прегледни статии намекват за това изследване, то никога не е публикувано в рецензирана научна публикация. Въпреки спекулациите, идващи от редовната преса за анти-застаряващите му ефекти, няма приети данни, от които да се изгради научна основа за приложението му върху бозайници. Към момента изследванията на ресвератрола са в начален стадий и дълготрайните му ефекти при хората не са известни.
Той се извлича от ципата на червеното грозде и други плодове. Червеното вино обаче съдържа много малка част от него, от порядъка на един милиграм на чаша вино. Ресвератрол се произвежда и по химичен синтез, както и чрез биотехнологичен синтез (микроорганизми, при които е имало контрол върху метаболизма). Той се продава като хранителна добавка, добивана предимно от японската фалопия.
|  | Тази страница частично или изцяло представлява превод на страницата Resveratrol в Уикипедия на английски. Оригиналният текст, както и този превод, са защитени от Лиценза „Криейтив Комънс – Признание – Споделяне на споделеното“, а за съдържание, създадено преди юни 2009 година – от Лиценза за свободна документация на ГНУ. Прегледайте историята на редакциите на оригиналната страница, както и на преводната страница, за да видите списъка на съавторите. ВАЖНО: Този шаблон се отнася единствено до авторските права върху съдържанието на статията. Добавянето му не отменя изискването да се посочват конкретни източници на твърденията, които да бъдат благонадеждни. |